# Paul-Martin Gallocher de Lagalisserie
Paul Martin Philémon Gallocher de Lagalisserie est un ingénieur français né le 29 mai 1805 à Paris, place Dauphine, et mort le 5 août 1871 à Balbins en Isère.
Fils de Martin Pierre Gallocher de Lagalisserie et de Marie Delphine Théodore Ménager.

## Réalisations notables
- Pont de l'Alma (1856)
- Pont des Invalides (1856)
- Pont Saint-Michel (1857)
- Pont au Change (1860)
- Pont de Solférino (1861)